# Francisco Noroña
Francisco Noronha (o Francisco Noroña) (citado a veces erróneamente como Fernando do Noronha) (Sevilla, 1748 - Mauricio, 12 de enero de 1788), fue un religioso, médico y botánico español.

## Biografía
Residió por algún tiempo en Manila y en Luzón (Filipinas), donde se toma mucho esfuerzo en organizar un jardín botánico, instalando valiosas especies. Aún persisten tres juegos de sus ilustraciones en acuarela de la flora de Java, y un set de 108 imágenes numeradas. Williams (2003) lo describe como "un médico y botánico español que había visitado Madagascar", mientras Zuidevaart & Van Gent (2004) citan "un botánico capaz, de Manila" que en 1786 toma bajo su supervisión el "Museo de la Sociedad Bataviana de Artes y Ciencias de Java".

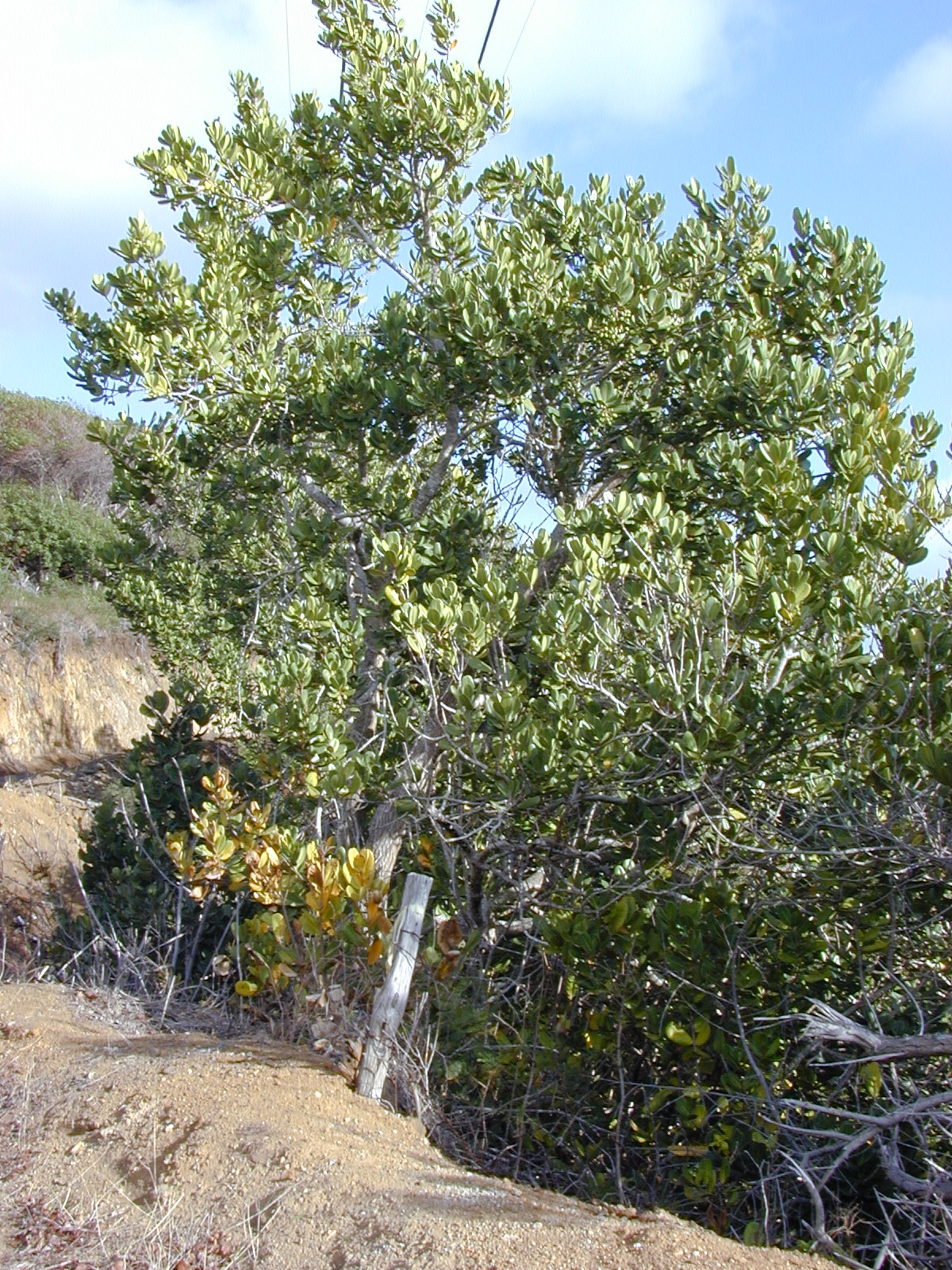
Noronhia emarginata Madagascar olive.

## Algunas publicaciones
- 1790. Relatio plantarum javanesium. Verh. Batav. Genootsch. Kunst. Wet. 5 (4): 1—28

- Icones plantarum javanicarum.

## Honores

### Eponimia
Género
- Noronhia Stadman ex Thouars de la familia Oleaceae

especies
- Noronhia emarginata Blume & Reinw.[1]
- La abreviatura «Noronha» se emplea para indicar a Francisco Noroña como autoridad en la descripción y clasificación científica de los vegetales.[2]